# Seconde Sophistique
La Seconde Sophistique est un courant littéraire renvoyant aux écrivains grecs actifs depuis le règne de Néron jusqu’aux années 230, qui seront réunis par Philostrate d'Athènes dans son ouvrage intitulé Vies des sophistes. Cette Seconde Sophistique, qu’on pensait préalablement être subitement apparue à la fin du Ier siècle, trouve en fait ses racines au début de ce siècle. Elle est suivie, au Ve siècle, par la rhétorique byzantine, parfois nommée Troisième Sophistique.

## Auteurs
Les auteurs réputés membres de la Seconde Sophistique comprennent Nicétas de Smyrne, Aelius Aristide, Dion de Pruse, Hérode Atticus, Favorinus d'Arles, Philostrate d'Athènes, Lucien de Samosate, et Polémon de Laodicée.
Plutarque est également parfois associé à la Seconde Sophistique.

## Histoire
Dans ses Vies des sophistes, Philostrate d'Athènes renvoie les débuts de ce mouvement à l’orateur Eschine, au IVe siècle av. J.-C. Mais son premier représentant est en réalité Nicetas de Smyrne, à la fin du Ier siècle. Contrairement au courant d’origine des Sophistes, au Ve siècle av. J.-C., la Seconde Sophistique se préoccupe peu de politique. Son but est, pour la majeure partie, de répondre aux besoins quotidiens et aux problèmes pratiques de la société de la civilisation gréco-romaine. Elle en est venue à dominer son enseignement supérieur, et laisse sa marque sur de nombreuses formes de littérature. La période s’étendant environ des années 50 à 100 vit les outils oratoires créés par les premiers Sophistes Grecs être réintroduits dans l’Empire Romain. La province romaine d’Asie est celle qui embrassa le plus la Seconde Sophistique. Dion de Pruse et Aelius Aristide comptent parmi les sophistes les plus connus de cette période ; leurs discours portent sur des sujets comme la poésie ou l’expression en public. Toutefois, ils n’enseignent pas à débattre, ou quoi que ce soit qui puisse avoir affaire avec la politique, car la rhétorique était limitée par les règles du gouvernement impérial.
Avec l’influence de Platon et d’Aristote, la philosophie devient de plus en plus distincte de la sophistique, cette dernière étant vue comme une discipline pratique, spécieuse et rhétorique. De ce fait, du temps de l’Empire romain, un sophiste n’était qu’un professeur de rhétorique et un orateur public connu. En ce sens, Libanios, Himérios, Aelius Aristide, ou Fronton sont des sophistes.